# 叶口纲
叶口纲（學名：Litostomatea）是纤毛虫门內大核亞門之下的一個綱。這個綱由下列三個亞綱組成：
- Subclass Haptoria
- 毛口亚纲 Trichostomatia Bütschli, 1889
- Subclass Rhynchostomatia。截至2020年8月18日，WoRMS仍未承認這第三個亞綱[4]。